# Cầu thang
Cầu thang là một bộ phận trong các công trình kiến trúc có tác dụng chia một khoảng cách lớn nằm xiên thành nhiều khoảng cách nhỏ nằm xiên (bậc thang). Cầu thang có công dụng chủ yếu là đưa người và các vật thể lên các độ cao khác nhau.

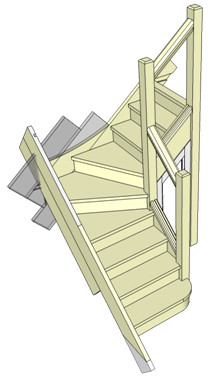
Cầu thang thông thường

## Cấu tạo
- Sàn cầu thang
- Bậc thang
- Tay nắm thang
- Đường trượt

## Các loại cầu thang[1]
- Cầu thang thẳng: Chiếm nhiều diện tích và tương đối khó sắp xếp trong tổng thể bố cục của một kiến trúc.
- Cầu thang đổi chiều 180°: Tiết kiệm diện tích hơn so với cầu thang thẳng, thích hợp với phần góc nhà hoặc để ngăn cách giữa các khu vực.
- Cầu thang chữ L (đổi chiều 90°): Loại cầu thang có dáng đơn giản và tạo cảm giác chắc chắn. Có thể tận dụng khoảng trống dưới chân cầu thang.
- Cầu thang uốn cong: Như cầu thang chứ L những giá trị thẩm mĩ cao hơn
- Cầu thang xoắn: Rất tiết kiệm diện tích, giữ cho không gian trong kiến trúc được thông thoáng và mang giá trị tạo hình cao.
- Cầu thang cuốn: Cầu thang thẳng có gắn động cơ, người sử dụng không cần phải bước hết cầu thang mà vẫn được đưa lên tới đỉnh thang

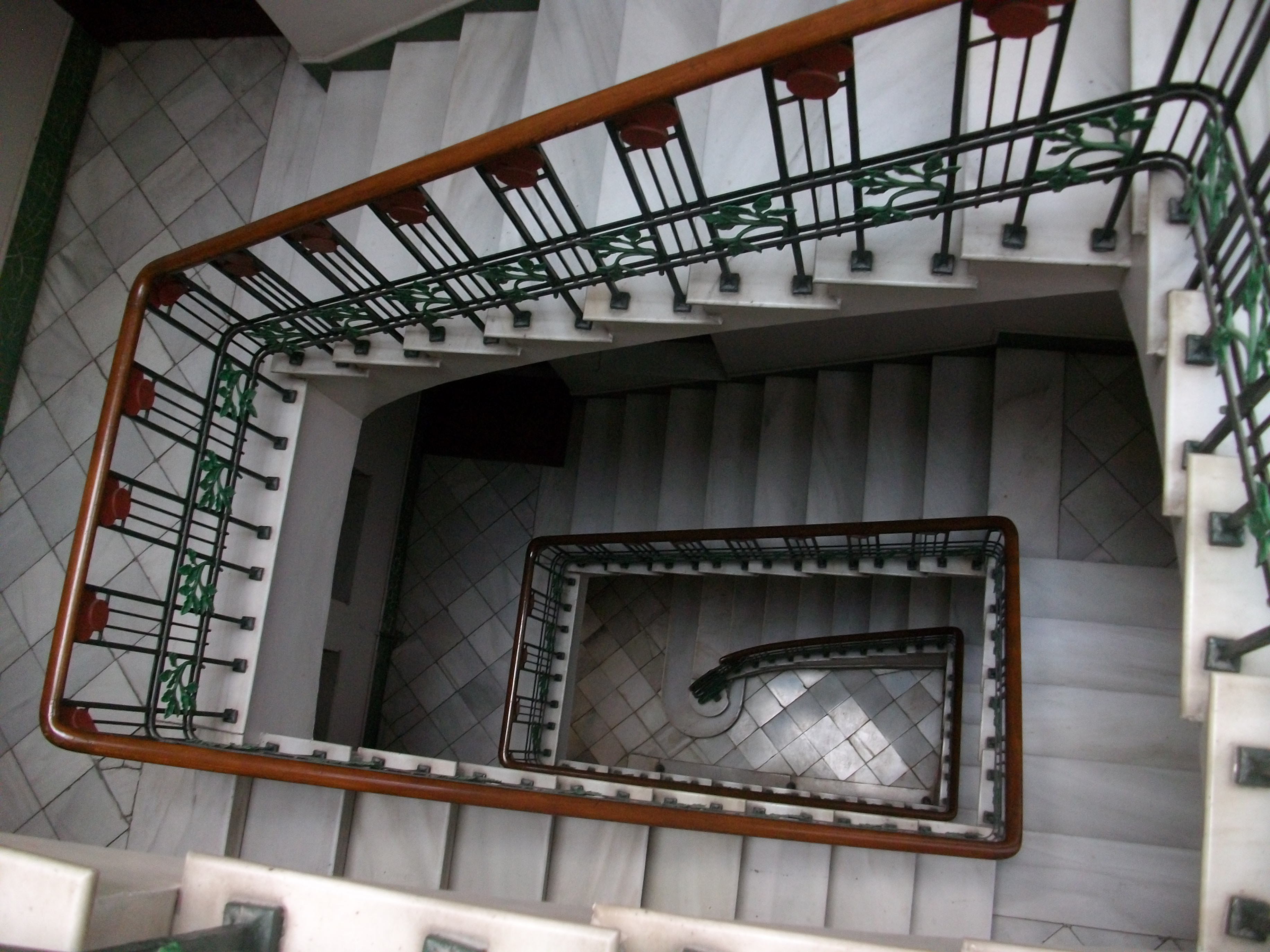
Cầu thang đổi chiều 180°
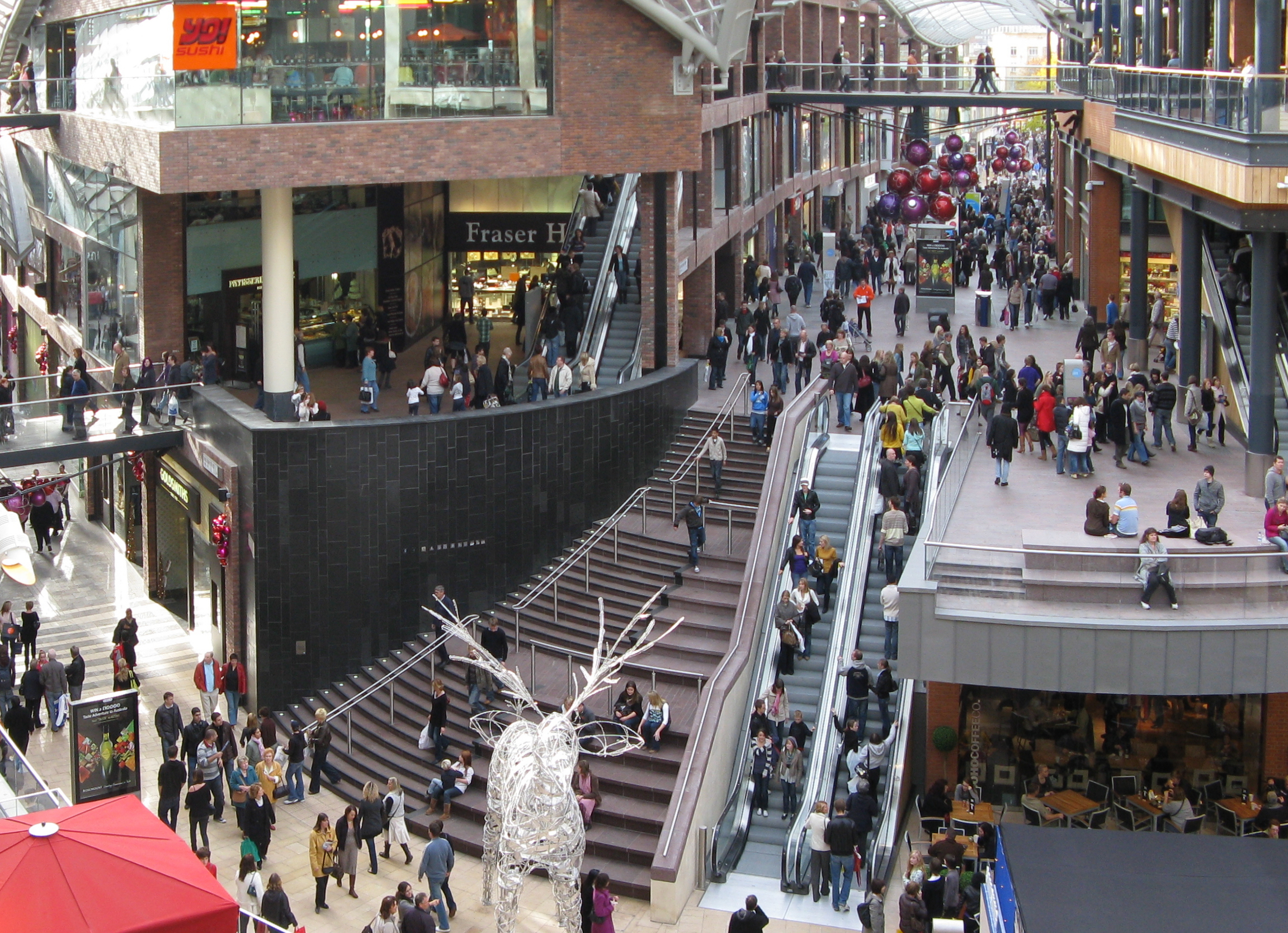
Hai loại cầu thang, bên trái là cầu thang thẳng, bên phải là cầu thang cuốn
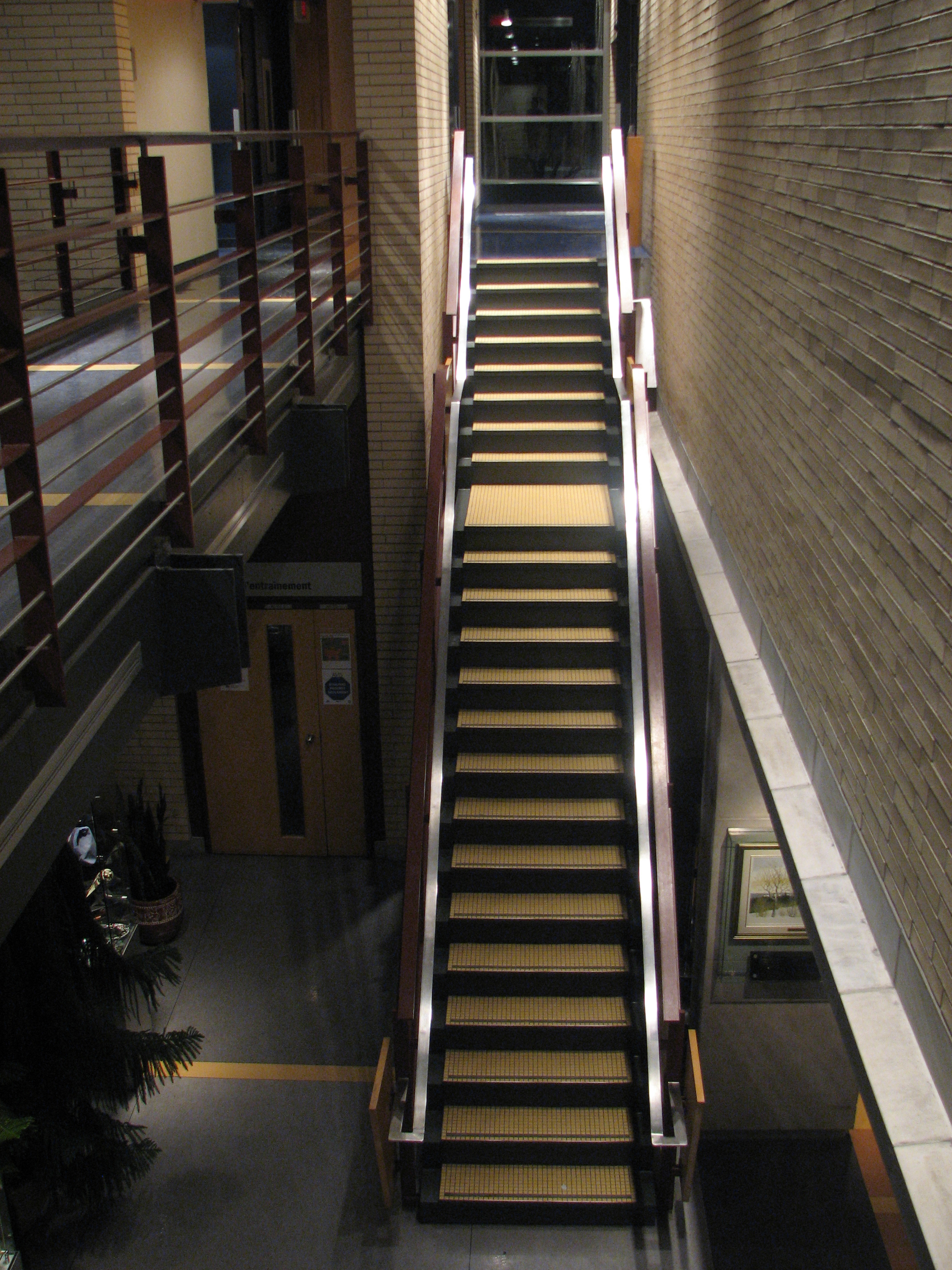
Cầu thang thẳng
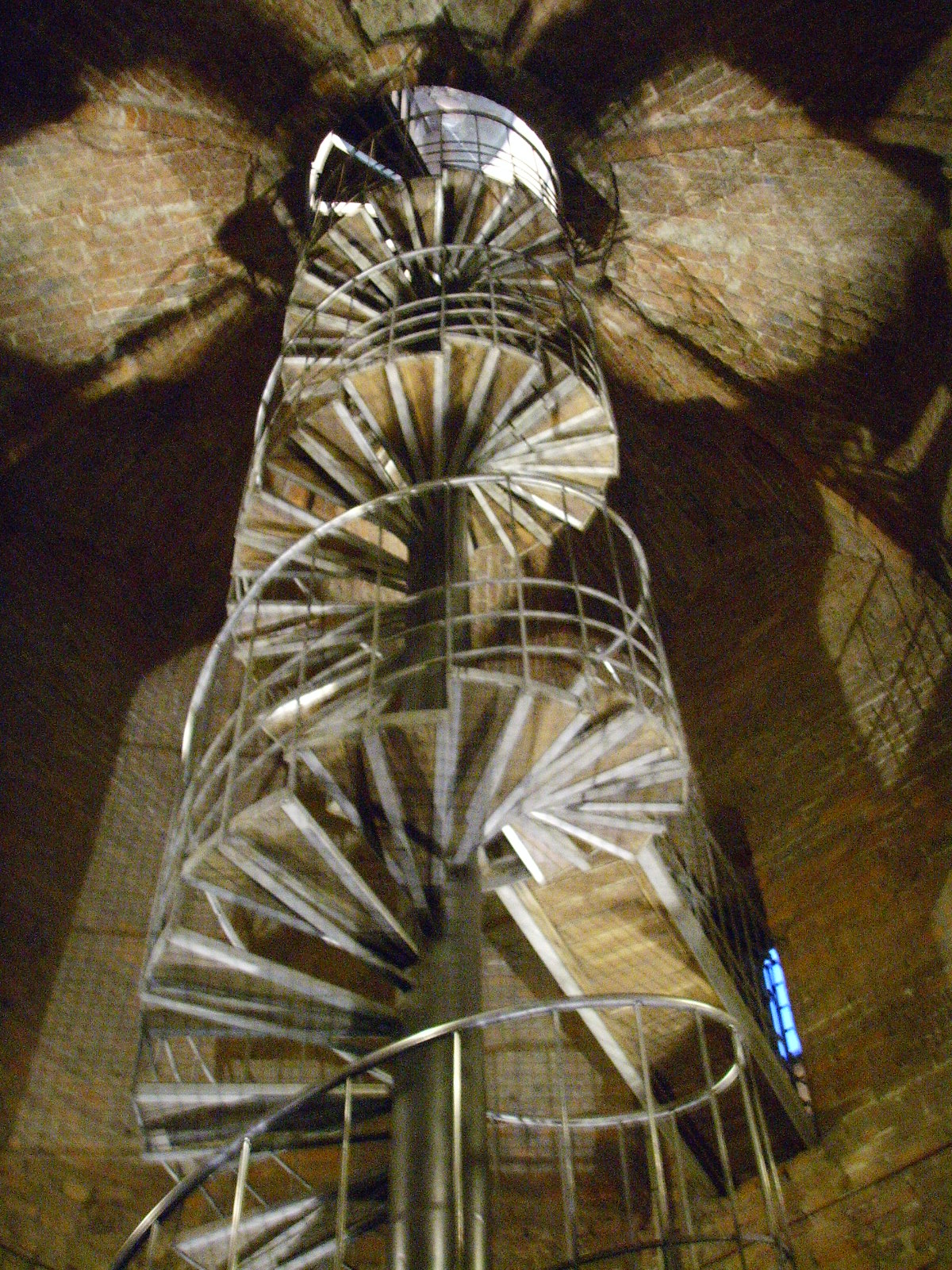
Cầu thang xoắn
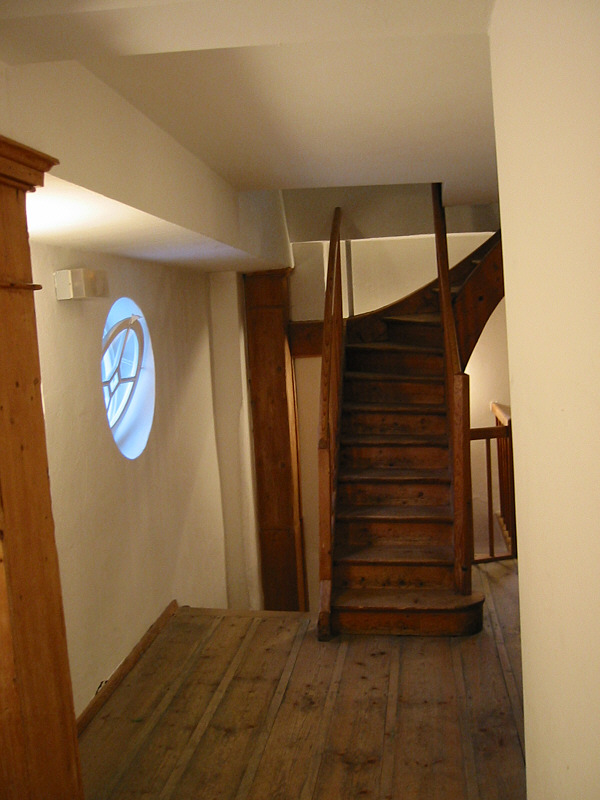
Cầu thang chữ L
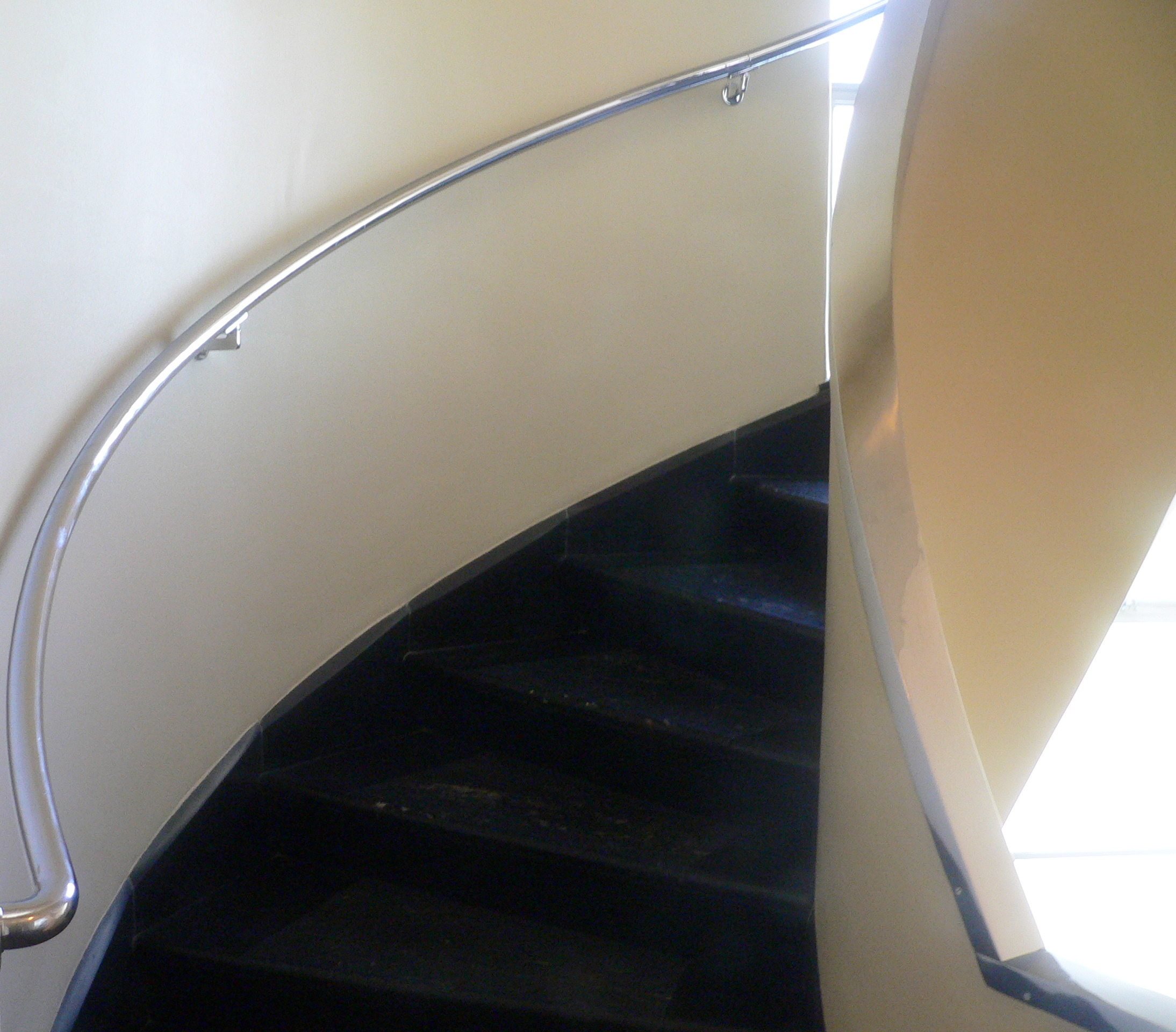
Cầu thang uốn cong
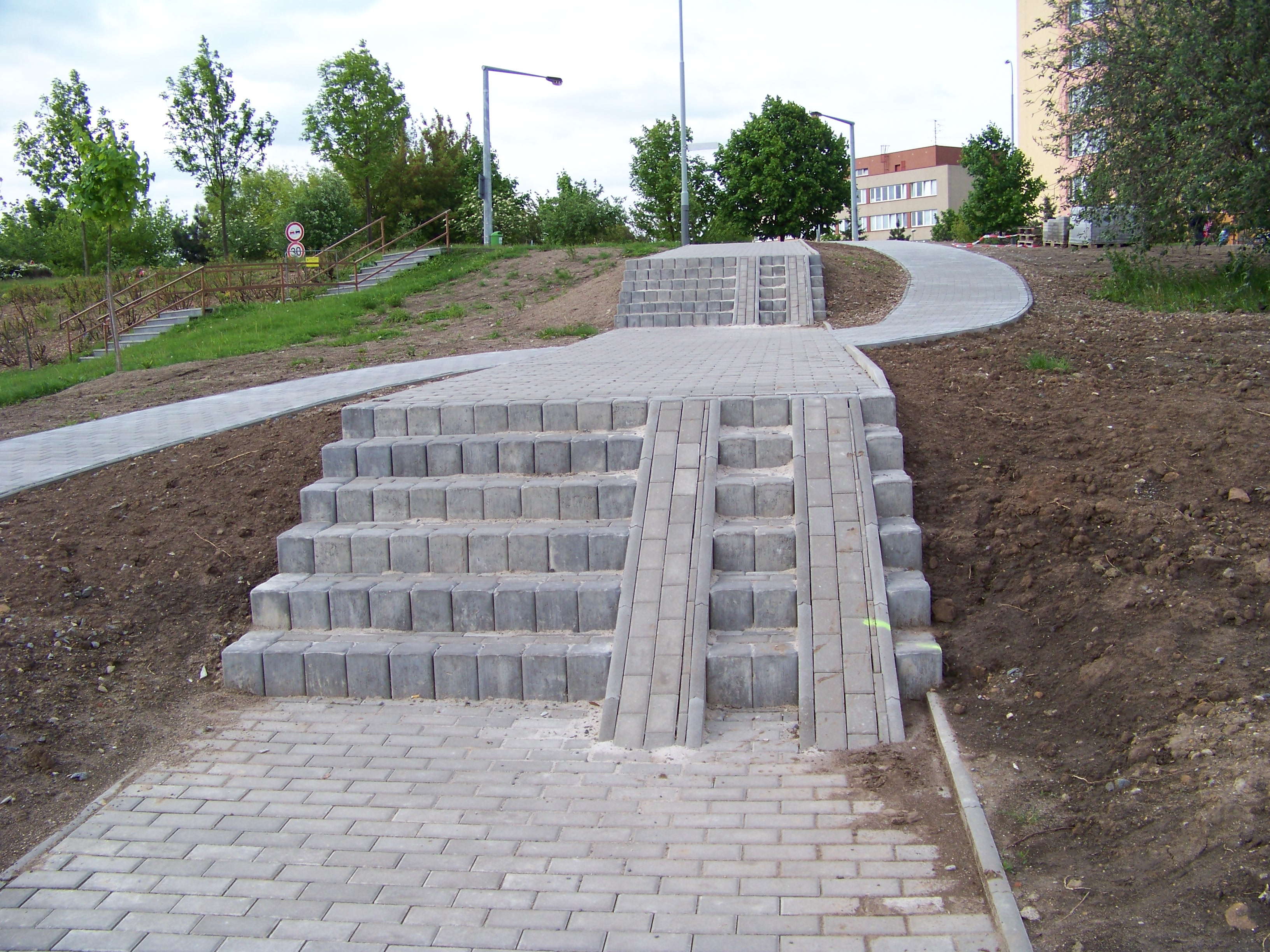
Cầu thang có hai đường trượt giúp di chuyển vật nặng dễ hơn

## Tín ngưỡng
Cầu thang có vai trò quan trọng và gây nhiều ảnh hưởng trong thuật Phong thủy cũng như tôn giáo. Nếu cầu thang nhà bạn hợp phong thủy, nó sẽ phân chia đều sự may mắn giữa các phần trong nhà. Ngược lại thì dòng năng lượng đó sẽ lan truyền các loại bệnh tật, mất mát tài sản và vận rủi cho gia đình.
- Các điều sau đây được người ta tuân thủ như" luật bất thành văn "được người xưa lấy làm điều cấm kỵ khi xây cầu thang
- Bậc cầu thang không nên bị lõm hay hở bởi nó làm ảnh hưởng đến sự tích lũy của cải.
- Chân và đỉnh cầu thang không bao giờ đối diện cửa chính.
- Cầu thang phải có độ vững chắc. Tránh cầu thang "kẽo kẹt" và lan can "lung lay".
- Tránh chọn màu đỏ cho cầu thang bởi điều này mang lại những bất hạnh nghiêm trọng.
- Tránh đặt nước (non bộ) dưới chân cầu thang bởi điều này sẽ cản trở sự thành công của thế hệ thứ hai trong gia đình.
- Tránh đặt cầu thang ở chính giữa nhà.
- Cầu thang không nên bắt đầu hay kết thúc ở trước nhà vệ sinh.
- Cố gắng tránh đặt cầu thang ở những vị trí báo trước điềm không hay như là sao gở chiếu xuống cầu thang vậy.
- Tránh đặt cầu thang xoắn ốc ở giữa nhà.
- Đặt một chiếc đèn chùm phía trên cầu thang.
- Đặt một màn che hay chia cầu thang và cửa chính thành những khu vực khác nhau nếu chúng đối diện nhau.
- Cầu thang có thể làm bằng gỗ, kim loại hoặc bê tông là biểu tượng của ba yếu tố rắn chắc. Cầu thang gỗ thích hợp đặt hướng Nam, Đông và Đông Nam. Cầu thang kim loại tốt nhất nên đặt hướng Đông Bắc, Tây Nam, Tây và Tây Bắc.
- Treo tranh Quan Vũ gần cầu thang giống như "lá bùa" bảo vệ cho bạn và gia đình.
- Đặt một cặp Kỳ Lân hai bên cầu thang để chống lại nguồn năng lượng xấu di chuyển lên trên và khuyến khích năng lượng tốt lên trên.

## Các cầu thang trên thế giới đáng chú ý
- Cầu thang phục vụ cho tuyến đường sắt Niesenbahn gần Spiez, Thụy Sĩ: 11.674 bậc và chiều cao 1.669 m (5.476 ft)
- Cầu thang dẫn lên đỉnh Đông của Thái Sơn ở Trung Quốc: 7.200 bước
- Cầu thang The Flørli ở Lysefjorden, Na Uy: 4,444 bậc thang bằng gỗ dẫn từ mặt nước biển tới 740m

## Biến thể

Thang máy
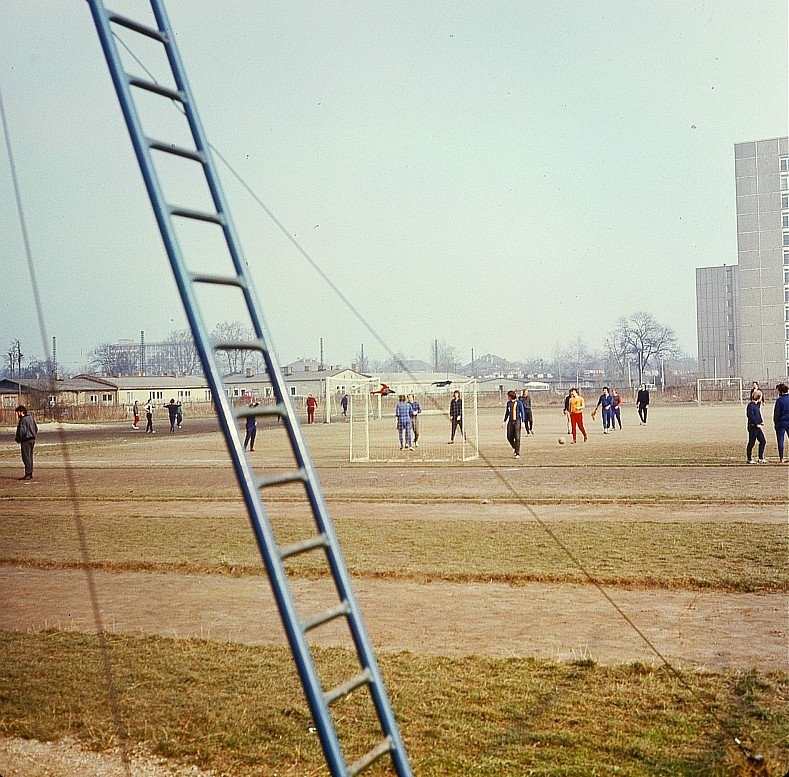
Thang leo

- Thang máy
- Thang leo